# 獄寺隼人
獄寺隼人（日语：／ Gokudera Hayato），是日本漫畫和動畫作品《家庭教師HITMAN REBORN!》的虛構角色，也是本作品主要角色之一，是彭哥列家族的第十代嵐之守護者。死氣炎屬性波動為"嵐"，代表顏色為"赤"。

## 生平
獄寺隼人是意大利黑手黨老大的兒子，父親是意大利人，母親拉薇娜（ラヴィーナ）是意大利和日本混血的鋼琴家，由於獄寺隼人的母親不是正式妻子，因此獄寺隼人從小就被當成姊姊碧洋琪母親表面上的孩子。但在知道母親被謀殺的事（事實其實並非如此）後對生活在城堡裡感到厭煩，八歲便離家出走。因為從小被同父異母的姊姊碧洋琪毒害到大，因此一遇到她就會肚子劇痛到口吐白沫昏倒，但只要不看見碧洋琪整張臉就可以正常行動（因此碧洋琪總戴著護目鏡）。
被里包恩從意大利叫來輔佐澤田綱吉，與澤田綱吉同年齡的中學生。髮色為誇張的銀灰色，時常抽菸再加上身上戴著許多飾品，是連老師都害怕的不良少年，但即使他從未認真上課卻依然保持優異成績，顯見其頭腦之聰明。相當迷信幽靈鬼怪和宇宙生物的存在，喜愛閱讀有關神秘學的雜誌「月刊世界之謎與不可思議」，甚至在課堂上創造出「G文字」（這在十年後系列中具有十分重要的地位）。
武器是藏滿全身的炸藥，以嘴上叼的香煙點燃（動畫改為自動點燃），別名「smoking bomb」（動畫改為hurricane bomb），擅長在有障礙物的建築物裡戰鬥。主要波動屬性為「嵐」，外加「雨」、「雷」、「雲」、「晴」四種附屬波動屬性。

## 劇中表現
日常篇
轉入沢田綱吉所在學校的獄寺隼人最初並不服從阿綱的指令，反而將他當作敵人，但在慢慢的接觸中，兩人逐漸關係友好了起來，最終成為好友一同生活。
VS黑曜篇
與柿本千種對戰，為了保護阿綱而身負重傷。在自己擅長的建築物內戰鬥一度成功壓制千種，過卻因為三叉戟蚊的副作用而陷入困境，後來救出被困住的雲雀，才一起脫離困境。但在對六道骸的戰鬥中，與碧洋琪先後被六道骸附身，後來被阿綱打昏。
VS瓦利亞篇
由家光授予守護澤田綱吉及成為主要家族成員證明的嵐之半彭哥列戒指的擁有者，嵐之戰中與貝爾菲戈爾對戰。原本已經將其打敗，可是貝爾在想贏的本能下死死拉住了獄寺的戒指。之後獄寺打算就算犧牲生命也要奪得戒指，但在阿綱曉以大義後選擇以自己的生命為優先。之後的大空之戰與其他守護者一同中了劇毒，幸得雲雀幫助而解了毒。然而在與山本一同前往幫助庫洛姆解毒時，卻誤中貝爾菲戈爾與瑪蒙的圈套，所幸了平的出現成功為其化解困境。最後阿綱成為正統繼任者，正式授予他作為守護者證據的嵐之彭哥列戒指。
未來篇
- 未來篇

十年後的獄寺依舊是嵐之守護者，作為彭哥列的幹部之一行動。十年後的他藉由「G文字」告訴十年前的阿綱與自己，當他們回到過去的世界後，一定要消滅一個叫入江正一的男人。
- 未來篇X

之後來到彭哥列基地，為了迎戰白蘭與真·六弔花，獄寺被迫接受碧洋琪的訓練進行個別強化。憑一己之力就理解了「System CAI」（瞬時武器換裝系統），發現自己擁有嵐、雨、晴、雲、雷五種火炎屬性。並發現卡匣兵器「瓜」，利用「瓜」和實力有所差距的γ打到兩敗俱傷，最後被前副風紀委員長草壁哲矢救出。
- 未來選擇戰篇

有了這次經驗，再加上獄寺已充分理解卡匣兵器，獄寺負責指導眾人使用卡匣並在選擇戰中成為彭哥列方的參賽者之一，但最後彭哥列家族仍以失敗告終。
- 未來決戰篇

由於選擇戰輸了，獄寺堅持與真·六弔花對戰，在與石榴的戰鬥中，獄寺因負傷處於劣勢，但為了和大家平安回到過去，他竭盡全力與石榴戰鬥，並成功重挫對方。
經過漫長戰鬥，最終真·六弔花全員被打敗，白蘭也被阿綱以「X BURNER」擊敗，結束了未來篇的戰鬥。最後因阿綱領悟出覺悟而出現的彭哥列一世令七枚彭哥列戒指解除封印，得到原版嵐之彭哥列戒指。
繼承式篇
回到過去後得知阿綱繼承儀式的消息，在阿綱遭受敵對勢力襲擊後，召集彭哥列守護者和西蒙家族等人保護阿綱。隨後和家族成員參加繼承儀式。在與西蒙家族戰鬥中與希特·比戰鬥時獲勝。
彩虹的詛咒篇
接受里包恩的邀請加入其陣營。在第一場戰事之中，原打算與山本等人趕到阿綱身邊幫忙，卻被代表「風」的雲雀阻止，最後與山本合作成功脫逃。後來與百慕達對打時為了要保護阿綱+破壞對手的手錶一起同歸於盡

## 能力

### 武器
炸藥
獄寺的基本武器，因此被稱為煙霧炸彈隼人。（動畫為颶風炸彈隼人）
- 一倍炸藥
- 二倍炸藥
- 三倍炸藥
- 十倍炸藥: 與城島犬「金剛模式」的合體技

小型炸藥
雖然外觀較一般的炸藥小，不過被炸到還是會痛。曾利用作自身推進躲避攻擊，也利用來和一般炸藥的大小差距使敵人誤判炸彈的距離。
火箭炸彈
獄寺從「三叉戟蚊」得到的靈感，在炸藥底部裝置噴射推進器，可對炸藥的位置做兩次變化。
赤炎之箭
從十年後的獄寺的手提包中找到的匣子中的武器。以填充炸彈或來發出死氣炮。
G的弓箭

彭哥列齒輪之嵐之皮帶Ver.X
因彭哥列戒指的升級，戒指所選擇最適合守護者能力的型態，是由動物戒指「瓜」和彭哥列戒指之嵐戒的融合。形態變化後會將自己變成炸藥，每個炸藥除了速度與威力都比一般炸藥來的強大之外，還具備追蹤的能力，此外還能以「瓜」做為小型炸彈攻擊。

### 戒指
73戒指（彭哥列戒指）
屬性嵐，精緻度S，未來篇的十年後因打碎而不存在，屬於73戒指的一部份。
繼承式篇被打碎，經彭哥列雕金師塔爾波之手，將動物戒指與彭哥列I世的血「罰」加入後復活並版本升級。
動物戒指－瓜（嵐豹）
未來篇VS真六弔花結束之後，回到十年前（原故事時間），未來的阿爾柯巴雷諾贈與的禮物，是彭哥列匣的戒指版本。
繼承式篇與嵐的彭哥列戒指融合並版本升級。
一般戒指
屬性雨，精緻度B，SISTEMA C.A.I（C.A.I系統）中出現的戒指，用於開啟C.A.I系統中除嵐屬性以外其他屬性的匣子。形狀為黑色的骷髏頭的戒指。
一般戒指
屬性雷，精緻度B，SISTEMA C.A.I（C.A.I系統）中出現的戒指，用於開啟C.A.I系統中除嵐屬性以外其他屬性的匣子。形狀為黑色的骷髏頭的戒指。
一般戒指
屬性晴，精緻度B，SISTEMA C.A.I（C.A.I系統）中出現的戒指，用於開啟C.A.I系統中除嵐屬性以外其他屬性的匣子。形狀為黑色的骷髏頭的戒指。
一般戒指
屬性雲，精緻度B，SISTEMA C.A.I（C.A.I系統）中出現的戒指，用於開啟C.A.I系統中除嵐屬性以外其他屬性的匣子。形狀為黑色的骷髏頭的戒指。

### 匣子
一般匣 - 嵐 - 赤炎之槍
當武器用，由獄寺命名為「赤炎之箭」，外型為骷髏槍，用來吹散火焰或施展「赤炎之矢」，也可置入獄寺擅長的炸彈，搭配嵐之火燄發射砲擊。10年後獄寺所遺留下來的匣子之一。可以搭配SISTEMA C.A.I五種屬性的子彈一起使用。
- 嵐＋雨 貫通力提升，來強化攻擊的突破性、雨屬性「鎮静」減弱敵方招式、防御
- 嵐＋晴 晴屬性「活性」使子彈以不規則的加速前進，讓敵人措手不及
- 嵐＋雲 雲屬性「増殖」使彈頭呈樹枝狀增加，範圍大
- 嵐＋雷 雷屬性「硬化」使破壞力強化。獄寺以怒濤之嵐／赤炎之雷稱呼。

動物匣 - 嵐 - 嵐猫→嵐豹
伊諾成堤設計，獄寺把牠取名為「瓜」。為SISTEMA C.A.I中4個嵐屬性匣之一。外型仍易被誤認成貓，原型其實是豹。未成長之前基本上沒什麼作用，後來跑進了平的晴袋鼠-漢我流的袋子裡吸收「晴之火焰」而快速成長，威力全方位提升，攻擊力高，成為SISTEMA C.A.I的中心匣兵器，成長前大小為20cm，成長後嵐豹大小為2m。
實際上應該跟貝斯塔一樣屬於複合屬性匣子，除了嵐屬性外還必須使用晴屬性的火焰才能發揮其真正的力量。
拼圖匣 - 多重 - SISTEMA C.A.I
SISTEMA Cambio Arma Istantaneo（瞬時武器換裝系統）的縮寫。亦是伊諾成堤的原創作品。由複數屬性的戒指及複數屬性的匣子依正確順序開啟的拼圖匣兵器。獄寺將它們繫在腰間，隨時可以用來戰鬥。全部一共有16個匣子，嵐屬性4個，雨屬性4個，晴屬性2個，雲屬性4個，雷屬性2個。10年後獄寺所遺留下來的匣子。
- 名稱不明（防禦盾）可空中遊動，有多種屬性

 彭哥列匣 - 嵐 - 嵐豹Ver.V+NEW SISTEMA CAI
嵐彭哥列匣再開匣前，SISTEMA CAI當中所有16個全部收納在彭哥列匣裡。最初開匣只有瓜出現，其他都還繫在腰間。其可轉換形態變身成初代嵐之守護者的最強的武器「被歌頌為狂暴席捲一切之疾風的－－G的弓箭」。
- 赤龍捲之箭
- 格特林之箭
- 太炎嵐空牙: 能夠吸收「漢我流的光彈」與「亞爾芬的海豚冰刀」成長為有晴、嵐、雨屬性的合成招式「太炎嵐空牙」，但被GHOST吸光火燄後破解。